# Mount Underwood
Mount Underwood ist ein länglicher Berg im ostantarktischen Enderbyland. Er ragt 3 km östlich des Mount Flett im Zentrum der Nye Mountains auf.
Kartiert wurde er mittels Luftaufnahmen, die 1956 und 1957 im Zuge der Australian National Antarctic Research Expeditions entstanden. Das Antarctic Names Committee of Australia (ANCA) benannte ihn nach Robert Underwood, Geophysiker auf der Wilkes-Station im Jahr 1959.